# Paul Pascariuc
Paul Pascariuc (* 26. Dezember 1999 in Salzburg) ist ein österreichischer Volleyball- und Beachvolleyballspieler.

## Karriere
Pascariuc spielte von 2014 bis 2019 Volleyball in der Halle beim PSVBG Salzburg. Mit dem Verein war er in der zweiten Liga aktiv. 2019/20 war der Zuspieler beim Ligakonkurrenten TV Oberndorf aktiv.
Parallel dazu begann Pascariuc eine Karriere im Beachvolleyball. Von 2016 bis 2021 bildete er ein Duo mit Arwin Kopschar. 2021 spielte er auch mit Rudy Schneider im März bei der zweiten Ausgabe der German Beach Trophy in Düsseldorf. Von 2022 bis 2024 war Laurenz Leitner sein Partner. Leitner/Pascariuc nahmen 2023 an der Europameisterschaft in Wien teil und gewannen das FIVB Futures-Turnier in El-Alamein. 2024 waren sie Turniersieger beim Futures in Warschau und wurden österreichische Vizemeister. Im November wurde Pascariuc bei zwei Challenge-Turnieren der World Pro Tour mit Laurenc Grössig Siebter in Haikou und mit Alexander Horst Fünfter in Nuvali.
2025 begann er seine internationale Saison mit Moritz Kindl im mexikanischen Yucatán. Das anschließende Elite-Turnier im brasilianischen Saquarema bestritt er mit Laurenc Grössig. Seit April spielte Pascariuc fest mit Alexander Horst zusammen. Das neu gebildete Team bewiesen sich nach ihrem erfolgreichen Start 2024 in Nuvali auch 2025 mit ihrem gemeinsamen internationalen Auftakt-Turnier im chinesischen Xiamen, bei dem sie den neunten Platz belegten. Zusammen arbeiteten sie auf die EM- sowie WM-Qualifikation 2025 hin. Nach einem Sieg im Juni beim AVP-Turnier in Wien fiel Pascariuc eine Woche später wegen einen Knieverletzung für den Rest der Saison aus.